# Município de Elizabethtown (condado de Bladen, Carolina do Norte)
O município de Elizabethtown (em inglês: Elizabethtown Township) é um localização localizado no  condado de Bladen no estado estadounidense da Carolina do Norte. No ano 2000 tinha uma população de 6.778 habitantes.

## Geografia
O município de Elizabethtown encontra-se localizado nas coordenadas 34° 37′ 49,99″ N, 78° 35′ 41,76″ O.